# Aphnaeus rakma
Aphnaeus rakma är en fjärilsart som beskrevs av De Nicéville 1889. Aphnaeus rakma ingår i släktet Aphnaeus och familjen juvelvingar. Inga underarter finns listade i Catalogue of Life.